# Retrobulbarni blok
Retrobulbarni blok je blokada živca lokalnom anestezijom u retrobulbarni prostor, smješten iza očne jabučice. Injiciranje lokalnog anestetika u ovaj prostor predstavlja retrobulbarni blok. Ono uzrokuje akineziju vanjskih mišića oka blokirajući II, III i VI moždani živac, čime je spriječeno pokretanje očne jabučice. IV moždani živac nije zahvaćen jer se nalazi izvan konusa očnog mišića. Blokiranjem cilijarnih živaca dolazi do osjetne anestezije konjunktive, rožnice i uvee. Blok se najčešće koristi u kirurgiji katarakte, ali ujedno osigurava anesteziju u drugim intraokularnim operacijama.

## Nuspojave i komplikacije
Komplikacije bloka su lokalne ili sistemske. Lokalne komplikacije uključuju nastanak hematoma, oštećenje n. opticusa i perforaciju očne jabučice s mogućom sljepoćom. Sistemske komplikacije uključuju toksičnost lokalnog anestetika, moždanu anesteziju i stimulaciju okulokardijalnog refleksa. Pacijenti najčešće navode neugodnost tijekom izvođenja bloka, u smislu osjećaja uvođenja igle i/ili pritiska iza oka. Peribulbarni blok se posljednjih godina sve više koristi zbog smanjene učestalosti komplikacija.

## Tehnika
Prije izvođenja bloka treba osigurati opremu, nadzor i osoblje. Prilikom izvođenja bloka pacijent sjedi i gleda ravno naprijed. Glavu treba održavati u neutralnom položaju. Igla (22-27 Gage, dužine 3 cm) se uvodi u donji kut lateralne stjenke orbite i usmjerava ravno prema natrag dok ne prođe ekvator očne jabučice. Potom se usmjerava medijalno i kranijalno prema vrhu orbite. Obično se osjeti ′pop′ kada vrh igle prođe kroz konus očnog mišića koji odjeljuje retrobulbarni prostor. Nakon aspiracije se injicira 2-4 mls lokalnog anestetika te se igla izvuče. Najčešće se koristi 2 % Lidokain (Xylocaine) i 0,5 - 0,75 % Bupivakain (Marcaine). Treba izbjegavati adrenalin, obično pomiješan s lokalnim anesteticima za vazokonstrikciju jer može uzrokovati okluziju centralne retinalne arterije. Enzim hijaluronidaza je često sastavni dio otopine za anesteziju jer ubrzava i poboljšava raspodjelu anestetika. Nakon uspješnog davanja retrobulbarne injekcije akinezija i anestezija nastupaju brzo, u roku od nekoliko minuta. Retrobulbarni blok se može uspješno koristiti za transplantaciju rožnice pri čemu ponekad zahtijeva dodatnu blokadu n. facialisa. Blok može blokirati m. levator palpebrae, ali ne m. orbicularis oculi. U kombinaciji s retrobulbarnim blokom može se koristiti nekoliko tehnika za blokadu n. facialisa.
|  | Molimo pročitajte upozorenje o korištenju medicinskih informacija. Ne provodite liječenje bez savjetovanja s liječnikom! |